# خوآن آمات
خوآن آمات (اسپانیایی: Juan Amat‎؛ زادهٔ ۱۰ ژوئیهٔ ۱۹۴۶ – ۱۲ مهٔ ۲۰۲۲) بازیکن هاکی روی چمن اهل اسپانیا بود.
وی در مسابقات کشوری و بین‌المللی در مجموع برندهٔ ۱ مدال نقره شده‌است.